# Phoma minutella
Phoma minutella är en lavart som beskrevs av Sacc. & Penz. 1882. Phoma minutella ingår i släktet Phoma, ordningen Pleosporales, klassen Dothideomycetes, divisionen sporsäcksvampar och riket svampar.   Inga underarter finns listade i Catalogue of Life.